# Le mele marce
Le mele marce (Open Season) è un film del 1974 diretto da Peter Collinson.